# 田村圭生
田村 圭生（たむら けい、1982年1月29日 - ）は、アメリカ合衆国カリフォルニア州出身の俳優。

## 略歴、人物
アメリカ合衆国カリフォルニア州出身。
カリフォルニア在住時、レンタルビデオで日本のドラマを見たことがきっかけで、俳優を目指して来日する。

## 出演

### テレビドラマ
- カバチタレ! 第7話（2001年2月22日、フジテレビ） - 島田隆史 役
- 天国に一番近い男（2001年4月13日 - 6月29日、TBS） - 花島孝一郎 役
- 仮面ライダー555 第22話・第23話（2003年6月29日・7月6日、テレビ朝日） - 浩一 役
- 仮面ライダー響鬼 九之巻（2005年3月27日、テレビ朝日） - 男A 役
- 零のかなたへ ～THE WIND OF GOD～（2005年9月10日、ABCテレビ・テレビ朝日系）
- 西遊記 第三巻（2006年1月23日、フジテレビ） - 足の不自由な青年 役
- 連続テレビ小説 純情きらり 第17回（2006年4月21日、NHK） - 高野健一 役
- 火曜ドラマゴールド 潜入刑事 らんぼう2（2007年2月6日、日本テレビ） - ホスト 役
- 仮面ライダー電王 第23話（2007年7月8日、テレビ朝日） - 警官 役
- KTN開局40周年記念ドラマ 長崎-上海物語 月の光（2008年5月24日、テレビ長崎 / 6月1日、フジテレビ） - 張正嗣 役
- インディゴの夜（2010年1月5日 - 4月2日、東海テレビ・フジテレビ系） - 早乙女勘九郎 役
- 泣かないと決めた日 第7話・第8話（2010年3月9日・16日、フジテレビ） - 池田幸治 役
- ストロベリーナイト（2010年11月13日、フジテレビ） - 柴田 役
- 仮面ライダーオーズ/OOO 第11話（2010年11月21日、テレビ朝日） - 三隅逸雄 役
- 大河ドラマ 龍馬伝 最終回（2010年11月28日、NHK）
- 月曜ゴールデン 警視庁心理捜査官・明日香4（2014年6月16日、TBS） - 本城明彦 役

### 映画
- バトル・ロワイアルII 鎮魂歌（2003年7月5日、東映） - 長谷川遠彦 役
- LOVEHOTELS ラヴホテルズ（2006年6月3日、アートポート） - コースケ 役
- THE WINDS OF GOD -KAMIKAZE-（2006年8月26日、松竹） - 竹田昌二 役
- 荒くれKNIGHT（2007年4月28日、トルネード・フィルム）
- アヒルと鴨のコインロッカー（2007年6月23日、ザナドゥー） - ドルジ 役
- フィッシュストーリー（2009年3月20日、ショウゲート） - 好青年 役

### 短編映画
- 携帯ショートフィルム「棘」（2008年8月、SUGOKOTO.com） - 主演・刺抜き小僧 役

### その他のテレビ番組
- はじめよう英会話 松本茂の新・スタンダード40（2002年4月 - 9月、NHK教育）
- 100語でスタート!英会話（2004年6月22日 - 7月16日、NHK教育）
- モンすたージオ（2004年5月3日 - 2008年9月30日、キッズステーション） - ケイ 役
- まる得情報とれたテレビ（2006年10月1日 - 2008年1月27日、食と旅のフーディーズTV） - MC
- imagine-nation（2011年4月20日 - 2013年3月、NHKワールドTV）
- ココロ部! 第2回（2015年4月24日、NHK Eテレ）

### 舞台
- 2002 生命のコンサート 音楽劇「赤毛のアン」（2002年10月13日・14日、東京国際フォーラム） - ギルバート役 他
- ちょっとおかしな産婦人科学会（2004年7月15日 - 19日、時事通信ホール）
- STRAY DOGプロデュース公演「悲しき天使」（2005年1月7日 - 17日、笹塚ファクトリー） - Aキャスト：遊郭に来る客 役 / Bキャスト：平台 役
- 原石club「ブルースな日々 ウーマンボ!」（2005年6月23日 - 26日、六行会ホール）
- パン･プランニング「歓喜の歌」（2005年10月30日 - 11月6日、博品館劇場） - ヒロミ 役
- ラフカット2006 第二話「わるいこと」（2006年11月22日 - 26日、全労済ホール/スペース・ゼロ）

### CM
- 京セラ「A1013K～早撮り編～」（2002年12月1日 - 2003年3月31日）
- 三菱自動車「ek SPORT」（2003年8月21日 - 11月29日）
- 小学館 英会話「ホームパル」（2003年11月 - 2004年10月）
- リクルート「ゼクシィ」（2006年4月21日 - 2007年4月20日）
- S&B「とろけるシチュー」（2006年9月15日 - 2007年3月15日）
- 家庭教師 拓人（2007年2月15日 - 2009年2月28日）
- セブン銀行～僕篇～（2007年4月1日 - 12月31日）
- NTT東日本 DENPO115（2009年10月28日 - 2010年3月27日） - 新郎 役
- ミスタードーナツ 40周年「店舗/1300店」篇（2010年1月6日 - 4月5日） - 店長 役
- グラクソ・スミスクライン「ブリーズライト」（2010年10月1日 - 2013年7月31日）

### PV
- FLOW「Garden 〜Summer Edit〜」（2005年8月3日）

### 映像商品
- いっしょにうたおう 最新ベスト Hello!（2004年9月29日）
- いっしょにうたおう 最新ベスト 青空のらくがき（2005年7月6日）